# Andrzej Radojewski
Andrzej Radojewski (ur. 26 listopada 1895 w Herne, zm. 12 marca 1983 w Poznaniu) – polski wojskowy, saper.

## Życiorys
Był synem Franciszka i Antoniny z domu Jarosz. Szkołę podstawową ukończył w Miejskiej Górce, a potem uczył się zawodu rzeźnika, po czym wyjechał do Niemiec. 4 maja 1915 wcielono go tamtejszej armii. Brał udział w bojach na terenie Francji. 6 stycznia 1919 wstąpił na ochotnika do oddziału powstańców wielkopolskich w Miejskiej Górce (potem 11. Pułk Strzelców Wielkopolskich). Walczył o Miejską Górkę, Sarnowę i Łaszczyn. Dalsza jego kariera przedstawiała się następująco:
- 15 czerwca 1919: przeniesienie do II Batalionu Saperów Wielkopolskich,
- 10 lutego 1920: awans na kaprala,
- 15 czerwca 1920: awans na plutonowego,
- 1 lipca 1920: zatwierdzenie na podoficera zawodowego,
- 20 października 1924: awans na sierżanta,
- 1919-1923: podoficer żywnościowy,
- 1924-1925: podoficer liniowy w kompanii saperów,
- od 1926 do 1 września 1939: podoficer żywnościowy (7. Pułk Saperów Wielkopolskich)[1].

4 września 1939 wyjechał z Poznania w kierunku Warszawy ciężarówką i po dwukrotnym zbombardowaniu (Września, Puszcza Kampinoska) wziął udział w obronie Warszawy wraz z 5. Batalionem Saperów. Po kapitulacji stolicy dostał się do niemieckiej niewoli. Podczas okupacji, a także po wojnie pracował w Zakładach Cegielskiego.
Został pochowany na Cmentarzu Junikowskim. 

## Rodzina
Jego żoną była Stanisława z domu Sajnaj (1899-1980), z którą miał dwie córki: Gertrudę (ur. 1924) i Wandę (1928-1932).

## Odznaczenia
Otrzymał m.in.:
- Brązowy Krzyż Zasługi (przed 1945),
- Medal Dziesięciolecia Odzyskanej Niepodległości (przed 1945),
- Wielkopolski Krzyż Powstańczy
- Medal za Warszawę 1939–1945,
- Medal Zwycięstwa i Wolności 1945[1].